# Rio Pardo
Rio Pardo é um município brasileiro do estado do Rio Grande do Sul. 
O Conjunto Arquitetônico de Rio Pardo é tombado pelo Instituto do Patrimônio Histórico e Artístico Nacional.

## História
Originalmente a região era habitada pelos indígenas da Tradição Umbu, que foram substituídos por Tupis-Guaranis, Caingangues, Charruas e Tapes. Quando a região foi dominada pela Espanha, os jesuítas fundaram a Redução de São Joaquim em 1633, localizada perto da foz do Rio Pardo, reunindo mais de mil famílias indígenas, que foi destruída pela bandeira de Antônio Raposo Tavares. No início do século XVIII tropeiros portugueses percorriam a área em busca de gado, a partir de 1724 alguns começaram a receber sesmarias, fixando-se e construindo estâncias de criação, e em 1733 chegou um novo grupo de famílias portuguesas.
Depois da conclusão do Tratado de Madri em 1750, dividindo as áreas de colonização espanhola e portuguesa, surgiu a necessidade de defender a nova fronteira, e um destacamento de guarda e um depósito de provisões foram estabelecidos pelo governo português junto à foz do Rio Pardo. Em 1751 o governador da Capitania do Rio de Janeiro, Gomes Freire de Andrade, incumbido de demarcar a fronteira, ali estabeleceu seu quartel general. Pouco depois foram erguidas paliçadas e um fosso para defesa, o Forte Jesus, Maria e José, guarnecido por um regimento de dragões em 1754. O forte primitivo foi substituído no fim da década por uma fortaleza de pedra. Nos assédios que sofreu, o forte nunca caiu para o inimigo, e por isso recebeu a alcunha de Tranqueira Invicta, mas dele nada mais existe atualmente.
Em torno da fortificação começou a se formar o primitivo povoado de Rio Pardo. Em 1769 o povoado foi elevado à condição de freguesia, sob a invocação de Nossa Senhora do Rosário. Em 1807 foi criada a Capitania de São Pedro do Rio Grande do Sul, e em 1809 a freguesia foi elevada à condição de vila, na primeira divisão administrativa do Rio Grande do Sul. Com uma área de 156.803 km², era o mais extenso município do Rio Grande, chegando a ocupar três quartos do território. Conheceu um período de grande prosperidade como um importante entreposto comercial, favorecido pelo acesso à grande rede de navegação fluvial da região central do Rio Grande. Em 31 de março de 1846 a vila foi elevada à categoria de cidade. Iniciou uma fase de decadência com a substituição da navegação pelas ferrovias, quando seu território começou a ser parcelado para a formação de novos municípios, acentuada quando as ferrovias deram lugar às rodovias como principal meio de circulação de bens e pessoas.
Na época do seu apogeu a cidade foi adornada com um significativo casario de estilo colonial, que atualmente é responsável pelo seu prestígio como patrimônio histórico tombado. A Igreja Matriz de Nossa Senhora do Rosário e a antiga Escola Militar, hoje um centro cultural, são seus principais monumentos. A Rua da Ladeira foi a primeira rua calçada do Rio Grande do Sul.

## Geografia

### Clima
O clima é subtropical, apresentando verões muito quentes e invernos frios, com pequena ocorrência de geadas. As médias anuais de temperatura variam entre 18° e 20°C.
Segundo dados do Instituto Nacional de Meteorologia (INMET), referentes ao período de outubro de 2006 a março de 2020, a menor temperatura registrada em Rio Pardo foi de −1,8 °C no dia 12 de julho de 2007, e a maior atingiu 40,6 °C em 14 de março de 2020. O maior acumulado de precipitação em 24 horas foi de 238,6 milímetros (mm) em 11 de novembro de 2013.

### Subdivisões
| Distrito       | População |
| -------------- | --------- |
| Albardão       | 3031      |
| Bexiga         | 1338      |
| Iruí           | 364       |
| João Rodrigues | 1580      |
| Passo da Areia | 3982      |
| Passo do Adão  | 740       |
| Rincão Del Rey | 2291      |
| Rio Pardo      | 24457     |

## Filhos notórios
- Ver Biografias de rio-pardenses célebres

## Esportes
No futebol, a cidade está representada pelo Riopardense, clube fundado em 2009 e que atualmente está desativado. Em 2013, o Peixe fechou um contrato com a Nike, conhecida fornecedora de material esportivo.

## Rincão Gaia
No município localiza-se o Rincão Gaia, sede da Fundação Gaia, uma ONG ambientalista criada em 1987 por José Lutzenberger, que se tornou uma referência em educação ambiental.